# Argol
Argol (in bretone: Argol) è un comune francese di 865 abitanti situato nel dipartimento del Finistère nella regione della Bretagna.

## Monumenti e luoghi d'interesse
- Complesso parrocchiale di Argol

## Società

### Evoluzione demografica
Abitanti censiti